# Quebec (film)
Quebec la rosa di ferro (Quebec) è un film western del 1951 diretto da George Templeton in Technicolor.
È ambientato nel 1837 nel contesto delle ribellioni del basso Canada contro il potere britannico.

## Trama
Stephanie Durossac è la moglie del governatore inglese ma nasconde anche una seconda identità, quella della fiera e battagliera indipendentista Lafleur.
Mark Douglas, un altro indipendentista ritrova in lei la madre che credeva morta ma lei lo salva dall'arresto sacrificandosi per lui.

## Produzione
Il film, diretto da George Templeton su una sceneggiatura di Alan Le May, fu prodotto dallo stesso Le May per la Paramount Pictures e girato nel Québec, in Canada dal giugno 1950.

## Distribuzione
Il film fu distribuito negli Stati Uniti nell'aprile del 1951 (première a Los Angeles il 1º marzo 1951) al cinema dalla Paramount Pictures.
Altre distribuzioni:
- nelle Filippine il 17 gennaio 1952
- in Danimarca il 18 febbraio 1952 (Under oprørsfanen)
- in Finlandia il 4 aprile 1952 (Kapinapäällikkö)
- in Svezia il 26 maggio 1952 (Quebec - rebellernas stad)
- in Portogallo il 6 agosto 1952 (A Rosa Negra de Sangue)
- in Brasile (Flor de Sangue)
- in Grecia (Epanastates tou Quebec)

## Critica
Secondo il Morandini il film è "scritto senza senno, diretto senza nerbo e recitato con svogliatezza".

## Promozione
Le tagline sono:
- For a Woman of Mystery a ragged army of Frontiersmen dared the might of an empire!
- Filmed in Quebec, where it actually happened!